# Tina Truog-Saluz
Tina Truog-Saluz (Chur, 10 december 1882 - aldaar, 25 maart 1957) was een Zwitserse lerares, schrijfster en journaliste.

## Biografie
Tina Truog-Saluz was een dochter van Peter Saluz, een ingenieur, en van Cornelia Schulthess. In 1906 huwde ze Werner Truog, een drogist uit Chur. Na haar schooltijd in Bern en Chur, waar ze onder meer les kreeg van Leonhard Ragaz, behaalde ze in 1901 in Chur haar diploma als lerares. Vervolgens maakte ze studiereizen naar Genève en Firenze. Vanaf 1918 was ze aan de slag als schrijfster en journaliste. Met haar romans Peider Andri en Die Dose der Frau Mutter, beide uitgegeven in 1921, werd ze ook in het buitenland bekend. Haar werken benadrukken waarden zoals naastenliefde, vriendelijkheid en trouw. Haar personages zijn vaak toegewijde en plichtsbewuste vrouwen. Het werk van Truog-Saluz vormt een belangrijke bron voor etnologisch onderzoek in Engadin. 

## Onderscheidingen
- Ereprijs van de Zwitserse Schillerstichting (1936)

## Werken
- (de)  Peider Andri, 1921.
- (de)  Die Dose der Frau Mutter, 1921.